# Кашгар
Кашгар (喀什) град је Кини у покрајини Синкјанг. Према процени из 2009. у граду је живело 310.580 становника.

## Географија

### Клима
| Клима (Кашгар)             | Клима (Кашгар) | Клима (Кашгар) | Клима (Кашгар) | Клима (Кашгар) | Клима (Кашгар) | Клима (Кашгар) | Клима (Кашгар) | Клима (Кашгар) | Клима (Кашгар) | Клима (Кашгар) | Клима (Кашгар) | Клима (Кашгар) | Клима (Кашгар) |
| Показатељ \ Месец          | .Јан.          | .Феб.          | .Мар.          | .Апр.          | .Мај.          | .Јун.          | .Јул.          | .Авг.          | .Сеп.          | .Окт.          | .Нов.          | .Дец.          | .Год.          |
| -------------------------- | -------------- | -------------- | -------------- | -------------- | -------------- | -------------- | -------------- | -------------- | -------------- | -------------- | -------------- | -------------- | -------------- |
| Средњи максимум, °C (°F)   | 0,2 (32,4)     | 4,7 (40,5)     | 13,9 (57)      | 22,1 (71,8)    | 26,5 (79,7)    | 30,3 (86,5)    | 32,1 (89,8)    | 30,8 (87,4)    | 26,2 (79,2)    | 19,7 (67,5)    | 10,1 (50,2)    | 1,5 (34,7)     | 18,2 (64,8)    |
| Просек, °C (°F)            | −5,6 (21,9)    | −1,2 (29,8)    | 7,7 (45,9)     | 15,5 (59,9)    | 19,9 (67,8)    | 23,6 (74,5)    | 25,7 (78,3)    | 24,4 (75,9)    | 19,4 (66,9)    | 12,3 (54,1)    | 3,7 (38,7)     | −3,9 (25)      | 11,8 (53,2)    |
| Средњи минимум, °C (°F)    | −10,7 (12,7)   | −6,5 (20,3)    | 1,6 (34,9)     | 8,6 (47,5)     | 12,8 (55)      | 16,0 (60,8)    | 18,6 (65,5)    | 17,4 (63,3)    | 12,0 (53,6)    | 4,7 (40,5)     | −1,9 (28,6)    | −8,1 (17,4)    | 5,4 (41,7)     |
| Количина падавина, mm (in) | 2,5 (0,98)     | 5,5 (2,17)     | 5,8 (2,28)     | 5,5 (2,17)     | 11,4 (4,49)    | 6,5 (2,56)     | 7,5 (2,95)     | 8,3 (3,27)     | 5,9 (2,32)     | 2,5 (0,98)     | 1,9 (0,75)     | 1,2 (0,47)     | 64,5 (25,39)   |
| [ тражи се извор ]         |                |                |                |                |                |                |                |                |                |                |                |                |                |

## Становништво
Према процени, у граду је 2009. живело 310.580 становника.
| 1990.   | 2000.   | 2009    |
| ------- | ------- | ------- |
| 154.677 | 229.820 | 310.580 |